# لصوص البجع
لصوص البجع The Swan Thieves هي رواية للمؤلفة الأمريكية إليزابيث كوستوفا، صدرت في عام 2010. 

## ملخص القصة
وتدور الرواية حول رحلة الدكتور أندرو مارلو لكشف أسرار الصمت المزمن لمريض لديه، لمساعدته على العلاج من مرضه. وتقود الأحداث إلى زوجة المريض السابقة وإلى قصتها، وإلى قصة رسام تأثيري من القرن التاسع عشر.